# Leo Zeferetti
Leo C. Zeferetti (New York, 15 luglio 1927 – Davie, 21 marzo 2018) è stato un politico statunitense, membro della Camera dei Rappresentanti per lo stato di New York dal 1975 al 1983.

## Biografia
Nato a Brooklyn, Zeferetti frequentò l'Università di New York e prestò servizio militare in marina, per poi svolgere il mestiere di guardia carceraria per diciassette anni.
Entrato in politica con il Partito Democratico, nel 1974 venne eletto all'interno della Camera dei Rappresentanti. Fu riconfermato dagli elettori per altri tre mandati, finché nel 1982 il suo distretto congressuale fu ridefinito e Zeferetti si trovò a concorrere per la rielezione contro il deputato repubblicano Guy Molinari, che lo sconfisse.